# دولیستووو
دولیستووو (به بلغاری: Dolistovo) یک منطقهٔ مسکونی در بلغارستان است که در شهرستان بوبف دل واقع شده‌است.